# Eva Zalenga
Eva Zalenga (* 1994 in Biberach an der Riß) ist eine deutsche Opern- und Liedsängerin in der Stimmlage Sopran.

## Biografie
Eva Zalenga erhielt seit ihrer Grundschulzeit Gesangsunterricht, verband das ab dem Alter von 16 Jahren mit dem Ziel einer beruflichen Entwicklung und nahm 2012 an der Hochschule für Musik Carl Maria von Weber Dresden ein Gesangsstudium bei Edward Randall auf. Parallel dazu besuchte sie die Liedklasse von Olaf Bär. Erste Bühnenerfahrung sammelte sie 2016 als Papagena in der Zauberflöte auf der Felsenbühne Rathen. An der Musikhochschule Leipzig setzte sie bei Caroline Stein ihr Masterstudium fort und brachte es 2019 zum Abschluss. Meisterkurse bei Vesselina Kasarova, Rudolf Piernay, Christine Schäfer und Hedwig Fassbender ergänzten ihre Ausbildung. Schon während ihres Studiums war sie an der Staatsoperette Dresden als Papagena und als Barbarina in Le nozze di Figaro zu erleben. In der Spielzeit 2019/2020 war sie Ensemblemitglied am Theater St. Gallen und trat als Zweite Nymphe in Dvořáks Rusalka, als Leaena in Offenbachs Die schöne Helena und La Feé in Pauline Viardots Cendrillon auf.
In der Spielzeit 2020/21 gastierte sie an der Staatsoper Hannover. Von 2021 bis 2023 war sie Ensemblemitglied am Theater Regensburg und gab ihren Einstand als Susanna in Le nozze di Figaro. Weitere Rollen an diesem Haus waren u. a. die Adele in Die Fledermaus und die Sophie in Werther (Massenet). 2023 stellte sie dort die Sophie Scholl in Weiße Rose von Udo Zimmermann dar. Als Liedinterpretin arbeitet sie mit der Pianistin Doriana Tchakarova zusammen und spielte auch ihr Debütalbum In Relations mit ihr ein.

## Preise und Auszeichnungen
- Preis der BDG-Stiftung Gesang des Bundesverbandes Deutscher Gesangspädagogen beim Bundeswettbewerb Gesang, Berlin, 2020[8]
- Emmerich Smola Förderpreis (Publikumspreis und Orchesterpreis), Landau, 2023[1]
- Preisträgerin des Deutschen Musikwettbewerbs, Bonn, 2023[9]

## Diskografie
- In Relations: Lieder von Giacomo Meyerbeer, Carl Loewe, Felix Mendelssohn, Robert Schumann, Emilie Mayer und Frances Allitsen. Am Klavier Doriana Tchakarova. CD, Hänssler Classic, 2024
- varia · bel: Lieder von Ignaz Lachner, Franz Schubert, Giacomo Meyerbeer, Pauline Viardot-Garcia, Rebecca Clarke, Arthur Bliss, Darius Milhaud, Isabelle Aboulker. Mit Doriana Tchakarova (Klavier), Victoria Wong (Violine), Adam Ambarzumjan (Klarinette), Till Schuler (Cello),. CD, Genuin, 2025